# Dänische Badmintonmeisterschaft 1978
Die Dänische Badmintonmeisterschaft 1978 fand vom 20. bis zum 23. Februar 1978 in Gentofte statt.

## Finalergebnisse
| Disziplin    | Sieger                                                 | Finalist                          | Ergebnis          |
| ------------ | ------------------------------------------------------ | --------------------------------- | ----------------- |
| Herreneinzel | Morten Frost (Gentofte BK)                             | Flemming Delfs (Værløse)          | 9-15, 15-6, 15-4  |
| Dameneinzel  | Lene Køppen (Gentofte BK)                              | Inge Borgstrøm (Køge BK)          | 11-0, 11-6        |
| Herrendoppel | Steen Skovgaard (Gentofte BK) Flemming Delfs (Værløse) | Bo Kjaergaard Elo Hansen          | 15-9, 15-9        |
| Damendoppel  | Inge Borgstrøm Pia Nielsen (Køge BK)                   | Lene Køppen Imre Rietveld Nielsen | 15-11, 3-15, 15-5 |
| Mixed        | Steen Skovgaard Lene Køppen (Gentofte BK)              | Jesper Helledie Inge Borgstrøm    |                   |